# Varick Frissell
Varick Frissell est un réalisateur et producteur américain né le 29 août 1903 à New York dans l'État de New York et mort accidentellement le 15 mars 1931 près de l'Ile-du-Cheval au Canada, en plein tournage de son film The Viking.

## Filmographie

### comme réalisateur
- 1926 : The Lure of Labrador
- 1928 : The Great Arctic Seal Hunt
- 1931 : Ceux du viking
- 1931 : The Viking

### comme producteur
- 1926 : The Lure of Labrador
- 1928 : The Great Arctic Seal Hunt
- 1931 : The Viking